# シャナナ☆
「シャナナ☆」は、MINMIの9枚目のシングル。2007年7月18日に発売された。

## 概要
2007年2月にトリニダード・トバゴで開催されたカリブ音楽の頂点を決める大会「ソカ･モナーク」への出場のために書き下ろした楽曲「Sha na na〜Japanese wine〜」を日本語版にアレンジした楽曲である。
CDジャケットは、グラフィティアーティストのBEL×2が実際に壁に描いたグラフィック・アートを撮影したものである。
カップリングの「MY SONG」は、化粧品『トリートメント リップ グロッシー』のタイアップに起用された。

## ミュージック・ビデオ
「シャナナ☆」のミュージック・ビデオが制作され、ミュージック・ビデオにはプライベートでも親交のある長谷川潤が出演している。このミュージック・ビデオの他に"裏PV"が存在し、こちらには高田純次が出演している。業界初のカラオケ店内でしか全編見ることができないミュージック・ビデオとして制作され、カラオケ用ミュージック・ビデオとして2007年7月20日～9月30日の期間限定でDAM、JOYSOUND、UGAの3機種で配信された。
裏PVの制作にはMINMIが妊娠したことが判明し出演予定していたフェスティバルを全てキャンセルしてしまったという背景があり、カラオケだけでも盛り上がってほしいというスタッフの想いから企画された。高田純次のキャスティングについては、本ミュージック・ビデオに長谷川潤が友情出演していることから、"ジュンちゃん違い"というスタッフのオヤジギャグからオファーをし実現した。高田へのオファーはMINMI本人も知らない中で行われた。

## 収録曲
1. シャナナ☆
作詞・作曲：MINMI
2. MY SONG
作詞・作曲：MINMI
3. Sha na na 〜Japanese wine〜
作詞・作曲：KARNEL ROBERTS, MINMI
4. シャナナ☆ -KARAOKE-
5. MY SONG -KARAOKE-